# Batalha do Tâmisa (1813)

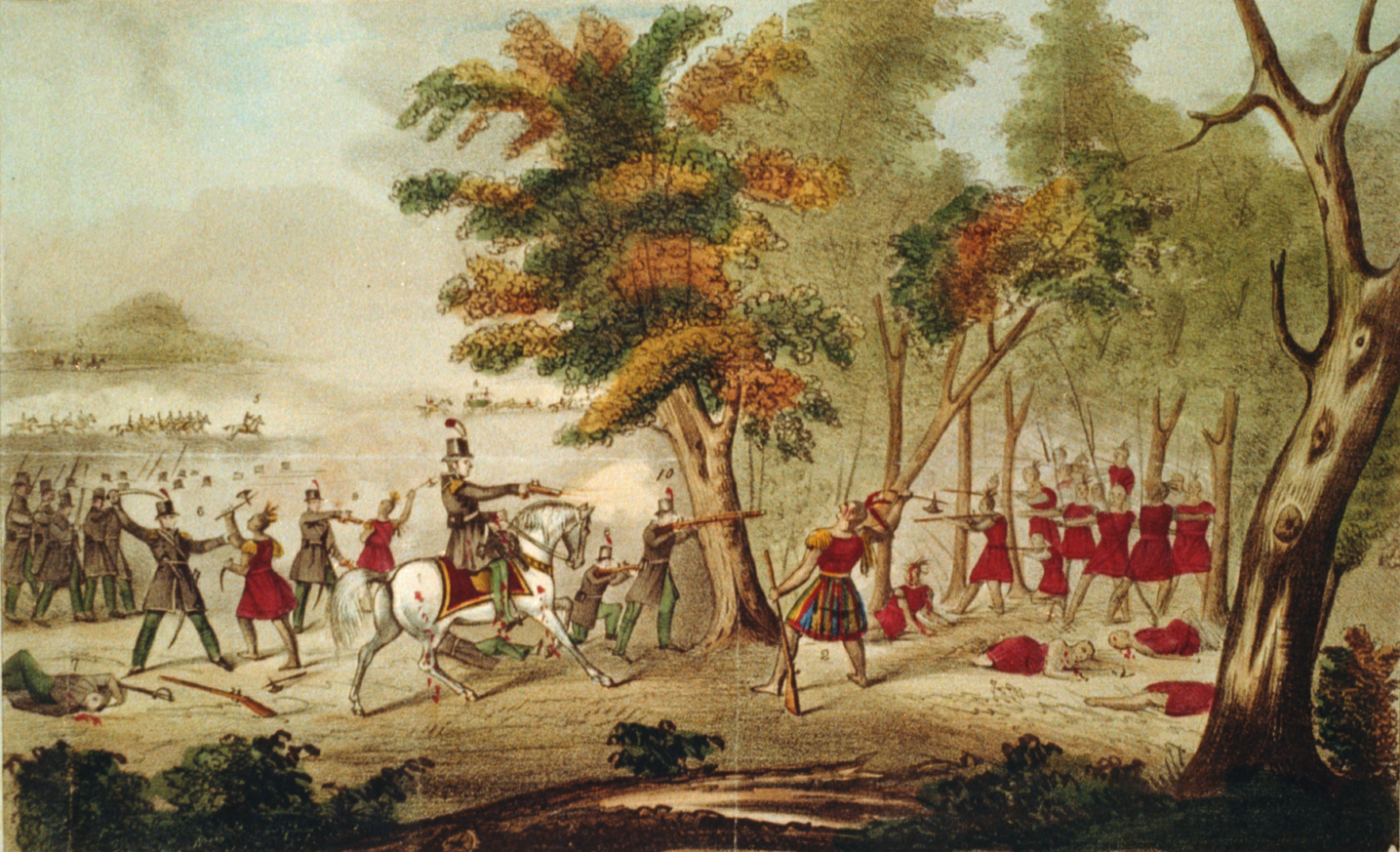
Batalha do Tâmisa e a morte de Tecumseh, pelos voluntários montados de Kentucky liderados pelo Coronel Richard M. Johnson, 5 de outubro de 1813. Litografia, colorida à mão.

A Batalha do Tâmisa, também conhecida como Batalha de Moraviantown, foi uma vitória americana na Guerra de 1812 contra a Confederação de Tecumseh e seus aliados britânicos. Aconteceu em 5 de outubro de 1813, no Alto Canadá, perto de Chatham. Os britânicos perderam o controle do sudoeste de Ontário como resultado da batalha; Tecumseh foi morto e sua confederação se desfez em grande parte.
As tropas britânicas sob o comando do major-general Henry Procter ocuparam Detroit até que a Marinha dos Estados Unidos assumiu o controle do Lago Erie, cortando-os de seus suprimentos. Procter foi forçado a recuar para o norte subindo o rio Tâmisa até Moraviantown, seguido pela confederação tribal sob o comando do líder Shawnee Tecumseh, que eram seus aliados.
A infantaria e a cavalaria americanas sob o comando do major-general William Henry Harrison expulsaram os britânicos e depois derrotaram os povos indígenas, que ficaram desmoralizados com a morte de Tecumseh em ação. O controle americano foi restabelecido na área de Detroit, a confederação tribal entrou em colapso e Procter foi levado à corte marcial por sua fraca liderança.